# Socle de croix de Villerouge-Termenès
Le socle de croix de Villerouge-Termenès est un socle situé en France sur la commune de Villerouge-Termenès, dans le département de l'Aude en région Languedoc-Roussillon.
Il fait l'objet d'une inscription au titre des monuments historiques depuis le 12 février 1926.

## Localisation
Le socle est situé sur la commune de Villerouge-Termenès, dans le département français de l'Aude.

## Historique
L'édifice, érigé et sculpté au quatorzième siècle, est inscrit au titre des monuments historiques en 1926.